# Nicolaus Hieronymus Gundling
Nicolaus Hieronymus Gundling (Kirchensittenbach, 25 de fevereiro de 1671 — Magdeburgo, 9 de dezembro de 1729) foi um jurista e filósofo eclético alemão.

## Obras

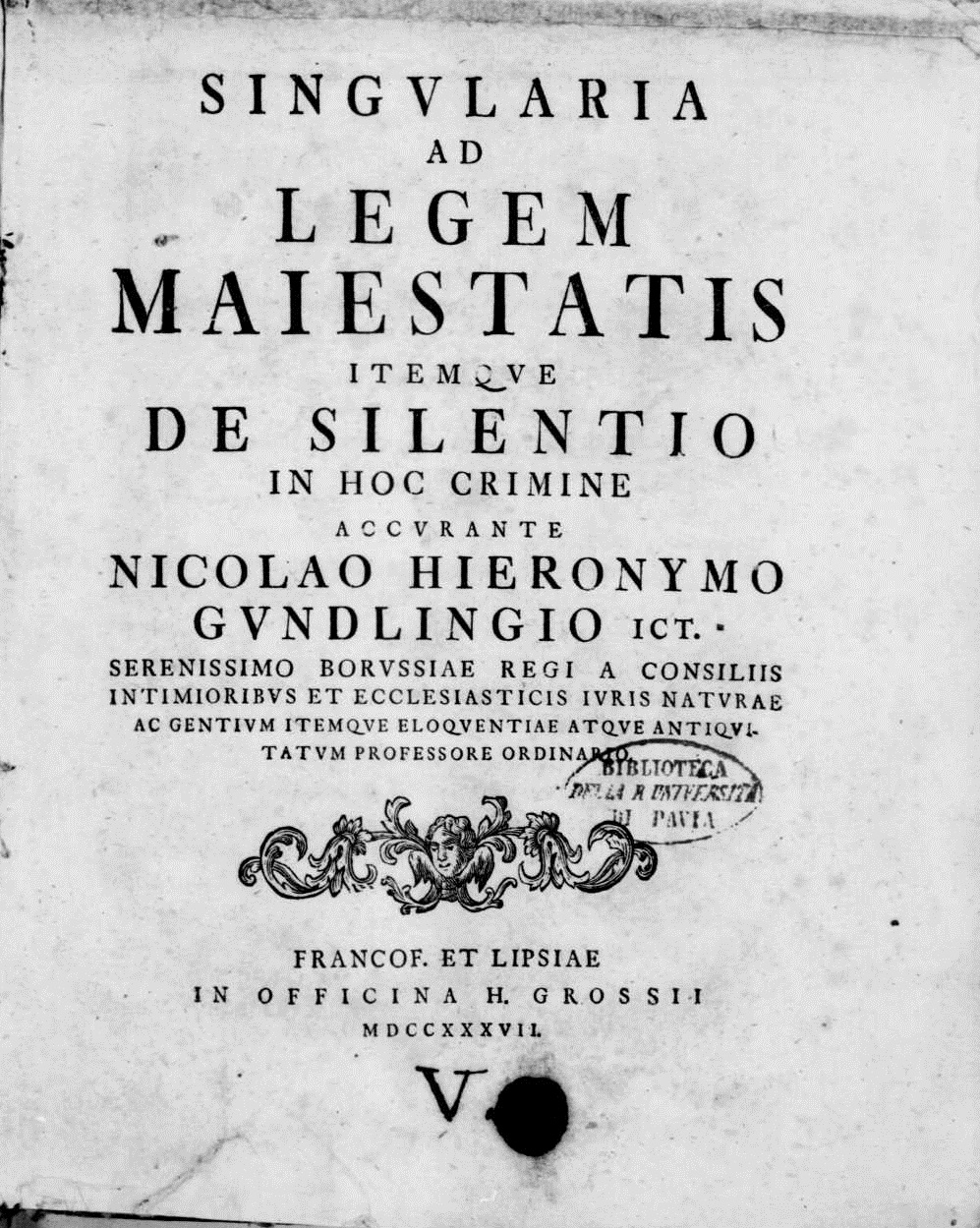
Singularia ad legem maiestatis itemque de silentio in hoc crimine, 1737

- Dissertatio de statu naturali Hobbesii, 1706
- Politica seu prudentia civilis ratione connexa, exemplis illustrata, 1732
- Ausführlicher Discours über den jetzigen Zustand der europäischen Staaten, 1733/4